# مؤسسه جهانی اکتشاف گونه‌ها
مؤسسهٔ جهانی اکتشاف گونه‌ها (انگلیسی: International Institute for Species Exploration) با کوته‌نوشت (IISE) یک بنیاد پژوهشی بین‌المللی است که در سیراکیوس، نیویورک قرار دارد. مأموریت این بنیاد بهبود اکتشاف، آرایه‌شناسی و فهرست‌نویسی گونه‌های جدید گیاهی و جانوری است. از سال ۲۰۰۸، IISE سالانه "۱۰" برتر از غیرمعمول‌ترین یا منحصر به فردترین موجودات زنده را که به تازگی در سال گذشته شناسایی شده‌اند، با هدف جلب توجه به کارهای انجام شده در طبقه‌بندی در سراسر جهان در سال گذشته منتشر کرده است.
در سال ۲۰۱۱، این مؤسسه به تخمینی کمک کرد که زمین خانهٔ تقریباً ۸٫۷ میلیون گونه است.

## فهرست ۱۰ گونه جدید برتر
از سال ۲۰۰۸، IISE فهرستی از «۱۰ گونه برتر جدید» را در تلاش برای افزایش آگاهی عمومی از تنوع حیات روی زمین منتشر کرده است. این فهرست به دلیل جلب توجه به فراوانی اکتشافات جدید، درست زمانی که گونه‌های جهان در حال کاهش است، اعتبار دارد. علاوه بر این، ویلر گفت که امیدوار است این امر باعث ایجاد حس فوریت برای فهرست‌بندی موجودات زمین شود.
هر سال یک هیئت بین‌المللی فهرستی را از بین ۱۷۰۰۰ تا ۱۸۰۰۰ گونه توصیف‌شده در سال تقویم قبلی انتخاب می‌کند و بر تنوع با انتخاب‌هایشان تأکید می‌کند.برای واجد شرایط بودن برای گنجاندن، گونه باید به‌طور رسمی در یک مجله علمی معتبر توصیف شده باشد و در سال تقویمی پیشین نامگذاری شده باشد.این فهرست در روز ۲۳ می، یا درست قبل از آن، روز تولد کارل لینه، «پدر» طبقه‌بندی منتشر شده است.